# 1998 BM15
1998 BM15 är en asteroid i huvudbältet som upptäcktes den 24 januari 1998 av NEAT vid Haleakalā-observatoriet.
Asteroiden har en diameter på ungefär 17 kilometer.